# Propalticus jarawa
Propalticus jarawa is een keversoort uit de familie Propalticidae. De wetenschappelijke naam van de soort is voor het eerst geldig gepubliceerd in 2008 door Pal.
De soort is waargenomen op de Andamanen (India).